# Edward Frankowski

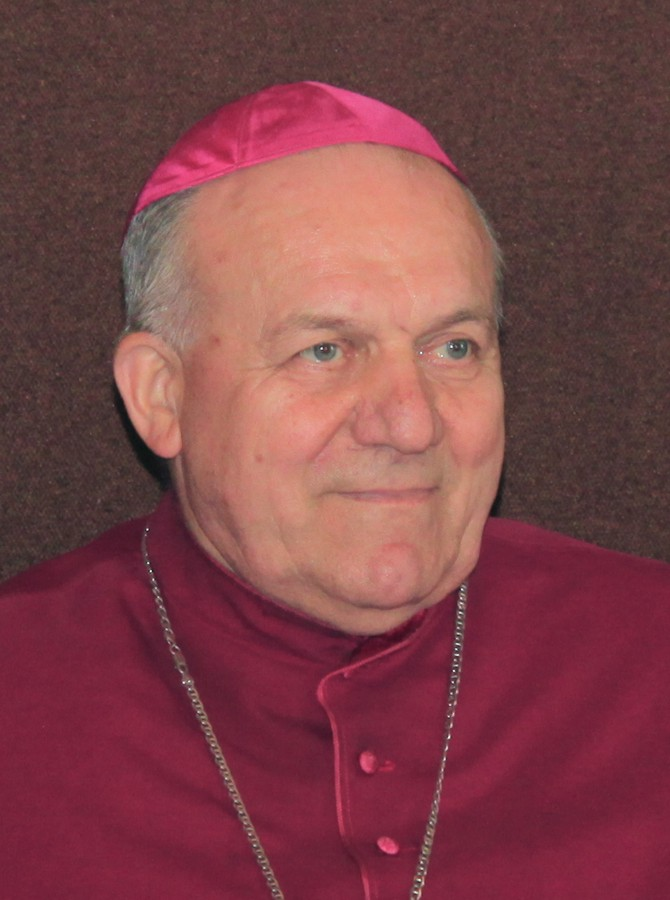

Edward Marian Frankowski (* 15. August 1937 in Kępa Rzeczycka bei Stalowa Wola, Woiwodschaft Karpatenvorland, Polen) ist emeritierter Weihbischof in Sandomierz.

## Leben
Edward Frankowski besuchte das Seminar in Przemyśl, studierte Pastoraltheologie und wurde am 18. Juni 1961 von Franciszek Barda, dem Bischof von Przemyśl, zum Priester geweiht; anschließend wurde er in den Klerus des Bistums Sandomierz-Radom inkardiniert. In seiner Tätigkeit in der Gemeindepastoral unterstützte er aktiv die Solidarność-Bewegung. Besonders hervorzuheben ist seine sozialen Betätigung bei der Verteidigung der Rechte der arbeitenden Bevölkerung, vor allem während des Streiks im Jahr 1988 im Wola Stahlwerk. In seinem priesterlichen Einsatz wurde er von den kommunistischen Behörden überwacht.
Papst Johannes Paul II. ernannte ihn am 16. Februar 1989 zum Titularbischof von Tigamibena und zum Weihbischof in Przemyśl. Der Bischof von Przemyśl, Ignacy Tokarczuk, spendete ihm am 5. März desselben Jahres die Bischofsweihe; Mitkonsekratoren waren die Weihbischöfe Bolesław Łukasz Taborski und Stefan Moskwa.
Am 25. März 1992 wurde er zum Weihbischof in Sandomierz ernannt.
Im Jahre 2005 wurde er zum Doktor der Sozialwissenschaften promoviert.
Nachdem Edward Frankowski mit Schreiben vom 15. Juli 2012 Papst Benedikt XVI. seinen Rücktritt aus Altersgründen angeboten hatte, nahm dieser das Rücktrittsgesuch gemäß cann. 411 und 401 § 1 CIC mit Wirkung zum 6. Oktober 2012 desselben Jahres an.
In der Polnischen Bischofskonferenz war Frankowski Mitglied der Kommission der caritativen Werke.

## Bischofswappen

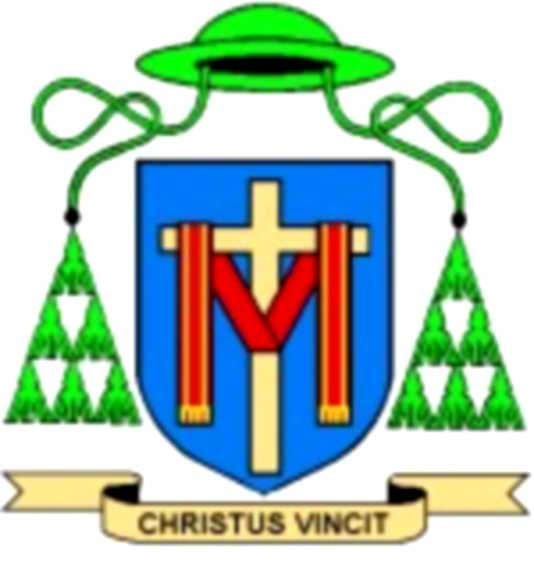

Das Wappen zeigt auf blauem Grund ein Goldenes Kreuz mit einer roten Priester – Stola. Das Kreuz als Siegeszeichen Christi, den Erlöser der Welt, die Stola im Mittelteil ein V – Victory bildend, als Sieg der Kirche über den Kommunismus, rot im Gedenken an die Märtyrer – Opfer. Über dem Schild den grünen Galero mit je sechs herunterhängenden Quasten. Sein Wahlspruch Christus vincit („Christus siegt“) bestätigt nochmals die bildliche Aussage des Bischofswappens.

## Auszeichnungen und Ehrungen
- 1992 Ehrenbürger der Will of Steel
- 1995 Ehrenmitglied der „Solidarität“
- 2004 Medaille „Gaude Mater Polonia“
- 2005 Gold-Medaille der Vereinigung der Offiziere der polnischen Republik.
- 2006 Großkreuz des Ordens der polnischen Restituta
- 2007 Ehrenbürger der Gemeinde Radomysl
- 2007 Medaille „Für Verdienste um die Katholische Universität Lublin“
- 2007 Ehrenbürger von Sandomierz
- 2009 Ehrenbürger der Stadt Tarnobrzeg